# Rhein (Schiff, 1928)
Rhein ist der Name eines Fahrgastschiffes in Berlin.

## Geschichte
Das Schiff wurde 1927/28 bei Bergmann & Westphal in Stralau gebaut und 1928 unter seinem ersten Namen Zukunft in Betrieb genommen. Der erste Eigner war die Reederei Langwaldt & Schmolke. Die Zukunft war mit einem 90-PS-Dieselmotor ausgestattet und durfte 320 Fahrgäste befördern. Der nächste Eigner war Gustav Schmolke. 1947 erhielt das Schiff in der DDR die Nationale Schiffskennung 3-047. Ab 1954 wurde es von der Treuhandstelle für Binnenschiffe in Ostberlin betrieben, da das Schiff in der DDR lag, der Eigner aber in Westdeutschland lebte. Ab 1957 trug die Zukunft die Nationale Schiffskennung P-634, 1959 wurde sie verstaatlicht und dem VEB Weisse Flotte Berlin zugeordnet. Sie bekam die Nummer P-143 und wurde neu motorisiert. Die Maschinenleistung (6 NVD 21) lag bei 120 PS. Gleichzeitig wurde die Zahl der Fahrgäste auf höchstens 234 beschränkt.
1970 wurden viele Schiffe der Weißen Flotte Berlin umgetauft, so auch die Zukunft. Sie fuhr in den nächsten Jahren unter dem Namen Müggelturm. Laut Uwe Gieslers Schiffsdatenbank lag die Müggelturm ab 1975 als Gaststättenschiff in Aken. 1978 wurde die Maschine ausgebaut und das Schiff auf ein ehemaliges Werftgelände in Alsleben, Kreis Bernburg, gebracht. Dort diente es, nun umgetauft auf den Namen Undine, als Vereinslokal und Ausstellungsraum der Kulturbundfachgruppe Saaleschiffahrt. Die Reederei Kutzker kaufte die Undine im Jahr 1993 und brachte sie nach Grünheide. Dort wurde das Schiff in den folgenden zwei Jahren wieder aufgebaut. Die neuen Maße waren etwas geringer als die alten. War die Zukunft anfangs 30,08 Meter lang und 5,06 Meter breit gewesen und hatte einen Tiefgang von 1,07 Metern gehabt, so war die Undine nach dem Umbau noch 29,99 Meter lang und 4,98 Meter breit. Am Tiefgang hatte sich nichts geändert. Das Schiff durfte nun noch 150 Personen befördern. Als das Schiff 1995 wieder in Fahrt kam, erhielt es den Namen Rhein und laut Uwe Giesler die ENI-Nummer [0]5612590. Motorisiert war es laut Giesler mit einer Maschine von Volvo mit 325 PS. Dieter Schubert gibt in seinem Schiffsverzeichnis aus dem Jahr 2000 allerdings etwas andere Maße an. Laut dieser Quelle hatte die Rhein im Jahr 2000 eine 200-PS-Maschine, durfte 170 Fahrgäste befördern, war nach wie vor 30,08 Meter lang und 5,06 Meter breit und hatte einen Tiefgang von 1,35 Metern. In dem Buch Fahrgastschifffahrt in Berlin aus dem Jahr 2007 geben Dieter und Helga Schubert nochmals dieselben Maße, aber eine Fahrgastzahl von höchstens 150 an.
Die Reederei Kutzker erwähnt das Schiff auf ihrer Homepage noch im Abschnitt zur Geschichte des Unternehmens, aber nicht mehr als Bestandteil ihrer Flotte (Stand 2022). 

Fahrgastschiff Rhein
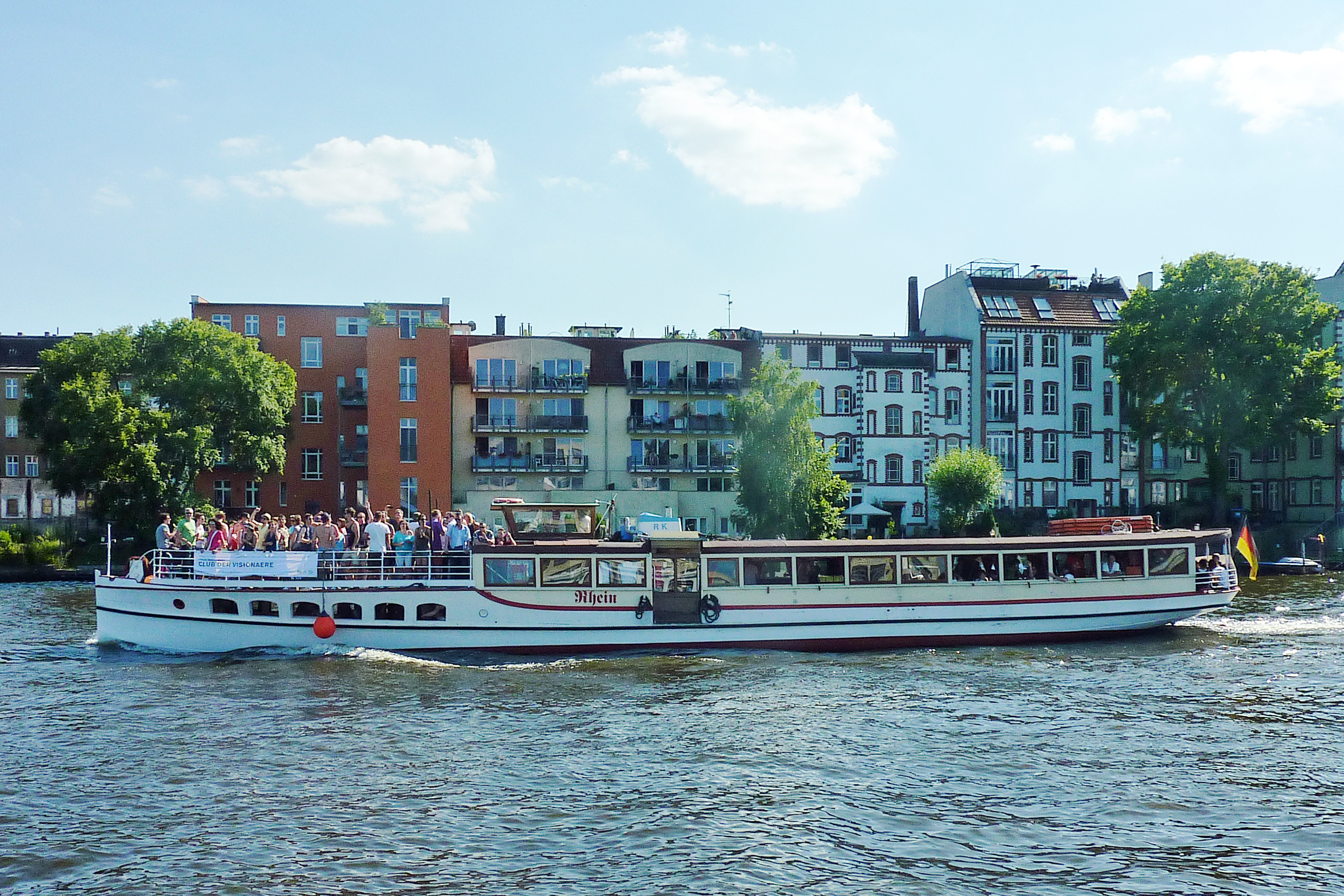
2013 noch in Fahrt
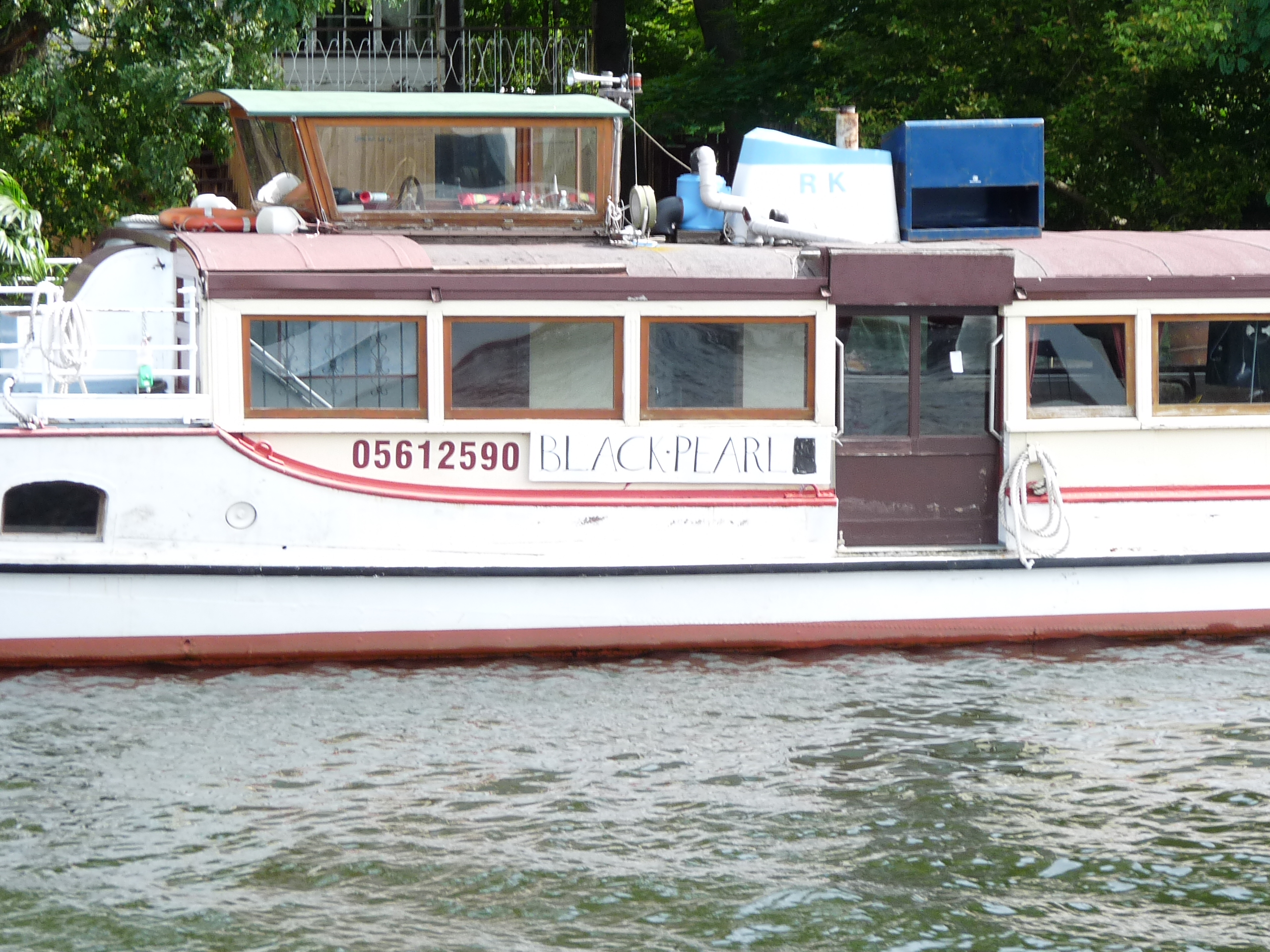
Mit dem Fantasienamen Black Pearl am Wilhelmstrand im August 2015
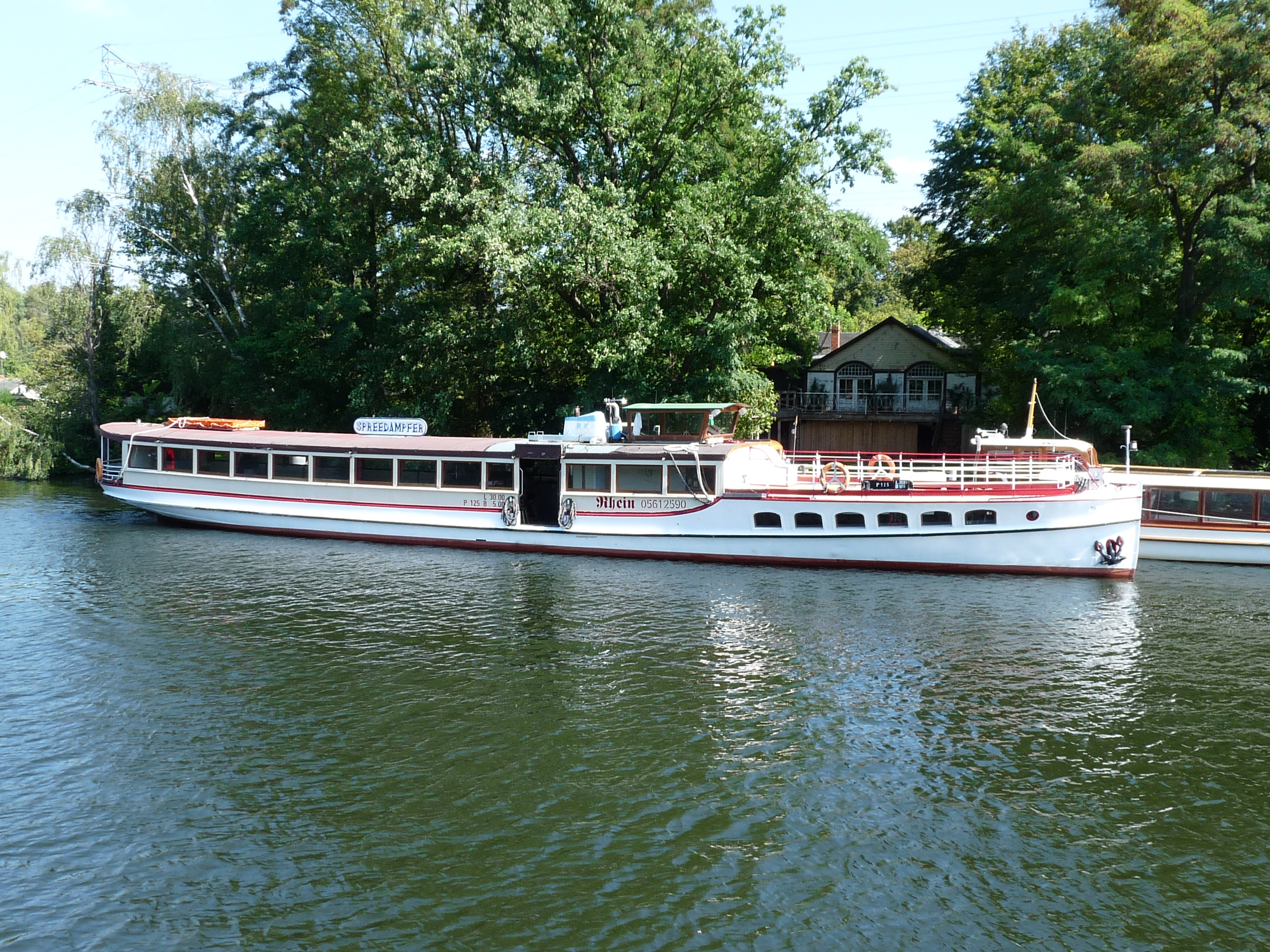
Festliegend am Wilhelmstrand (Koordinate) im August 2016 mit „Spreedampfer“-Schild